# The Wooing of Sophie
The Wooing of Sophie è un cortometraggio muto del 1914 diretto da Roy Clements.

## Trama
Slippery Slim si procura una licenza di matrimonio, speranzoso di poter finalmente sposare Sophie.

## Produzione
Il film fu prodotto dall'Essanay Film Manufacturing Company. Venne girato a Niles. Gilbert M. 'Broncho Billy' Anderson, fondatore della casa di produzione Essanay (che aveva la sua sede a Chicago), aveva individuato nella cittadina californiana di Niles il luogo ideale per trasferirvi una sede distaccata della casa madre. Niles diventò, così, il set dei numerosi western prodotti da Anderson.

## Distribuzione
Distribuito dalla General Film Company, il film - un cortometraggio in una bobina - uscì nelle sale cinematografiche USA il 18 giugno 1914.